# 麵粉粿

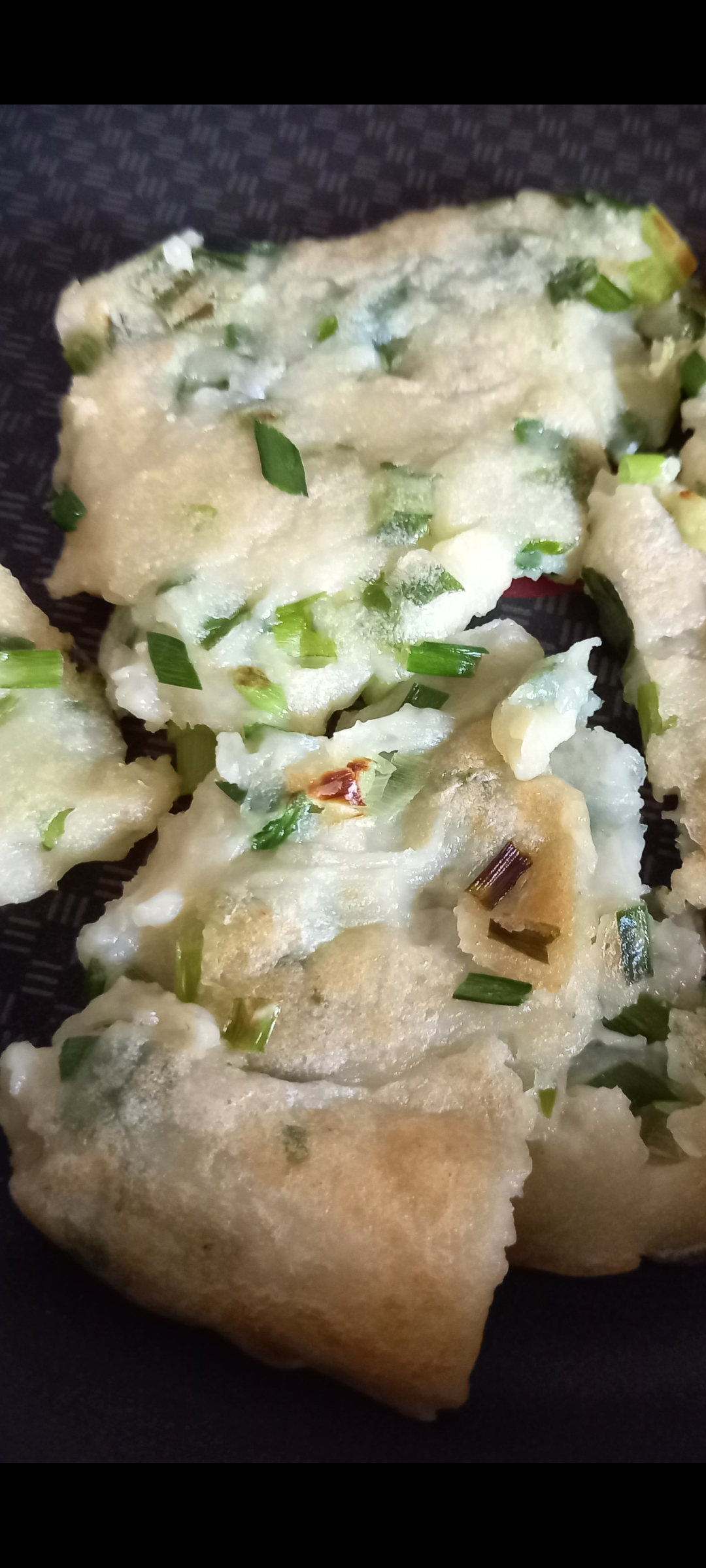
煎的麵粉粿

麵粉粿是一道簡易主食，多為未煮飯、菜時之代替性快速主食。作法為先把麵粉加少許鹽、味素、和大把韭菜或蔥花或芫荽加水一起攪拌後，直接倒入小油鍋煎熟即可食用。若要煮湯，先將韭菜等煮沸成一湯鍋，再將加水攪拌後的麵粉一匙一匙舀入煮熟亦可，煮湯的像麵疙瘩。若是小孩子愛吃甜的，則可麵粉改加糖、加蛋後直接加水一起攪拌後煎熟。因使用相同原料，部分販售麵粉粿的店家也會同時販售板麵。

## 外部連結
- 我家的特殊食物-麵粉粿 （页面存档备份，存于）, YouTube